# 拉夫斯帕克 (伊利諾伊州)
拉夫斯帕克（英語：Loves Park）是一個位於美國伊利諾伊州布恩縣和溫納貝戈縣的城市。

## 地理
拉夫斯帕克的座標為42°19′34″N 89°01′33″W / 42.32611°N 89.02583°W，而該地的平均海拔高度為222米（即728英尺）。

## 人口
根據2010年美國人口普查的數據，拉夫斯帕克的面積為43.60平方千米，當中陸地面積為42.50平方千米，而水域面積為1.10平方千米。當地共有人口23996人，而人口密度為每平方千米550.37人。